# Boronia capitata
Boronia capitata är en vinruteväxtart. Boronia capitata ingår i släktet Boronia och familjen vinruteväxter.

## Underarter
Arten delas in i följande underarter:
- B. c. capitata
- B. c. clavata
- B. c. gracilis